# 阿部正秋
阿部 正秋（あべ まさあき）は、江戸時代中期の武蔵国忍藩の世嗣。官位は従五位下・備前守。

## 略歴
忍藩主・阿部正喬の長男として誕生。母は井伊直興の娘。
忠秋系阿部家嫡子だったが、享保10年（1725年）に廃嫡され、享保14年（1729年）に死去した。